# Pradelles (Nord)
Pradelles, niederländisch und westflämisch: Pradeels, ist eine französische Gemeinde mit 404 Einwohnern (Stand: 1. Januar 2022) im Département Nord in der Region Hauts-de-France, Sie gehört zum Arrondissement Dunkerque und ist Mitglied im Gemeindeverband Cœur de Flandre Agglo. Die Bewohner werden Pradellois und Pradelloises genannt.

## Geografie

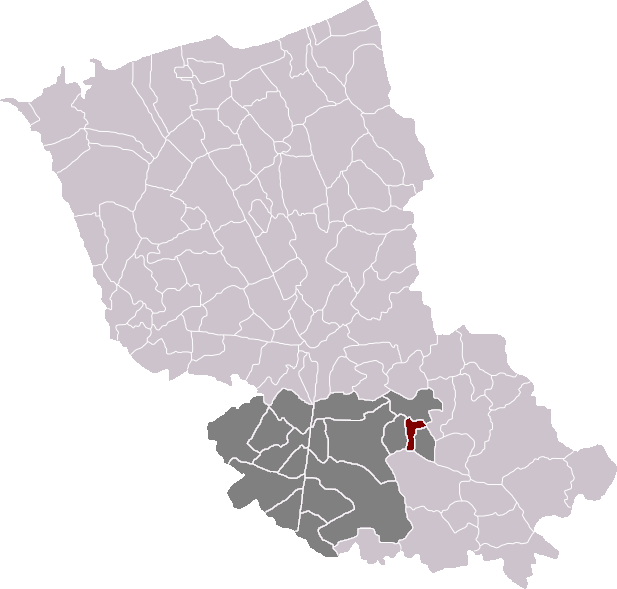
Lage von Pradelles im Arrondissement Dunkerque

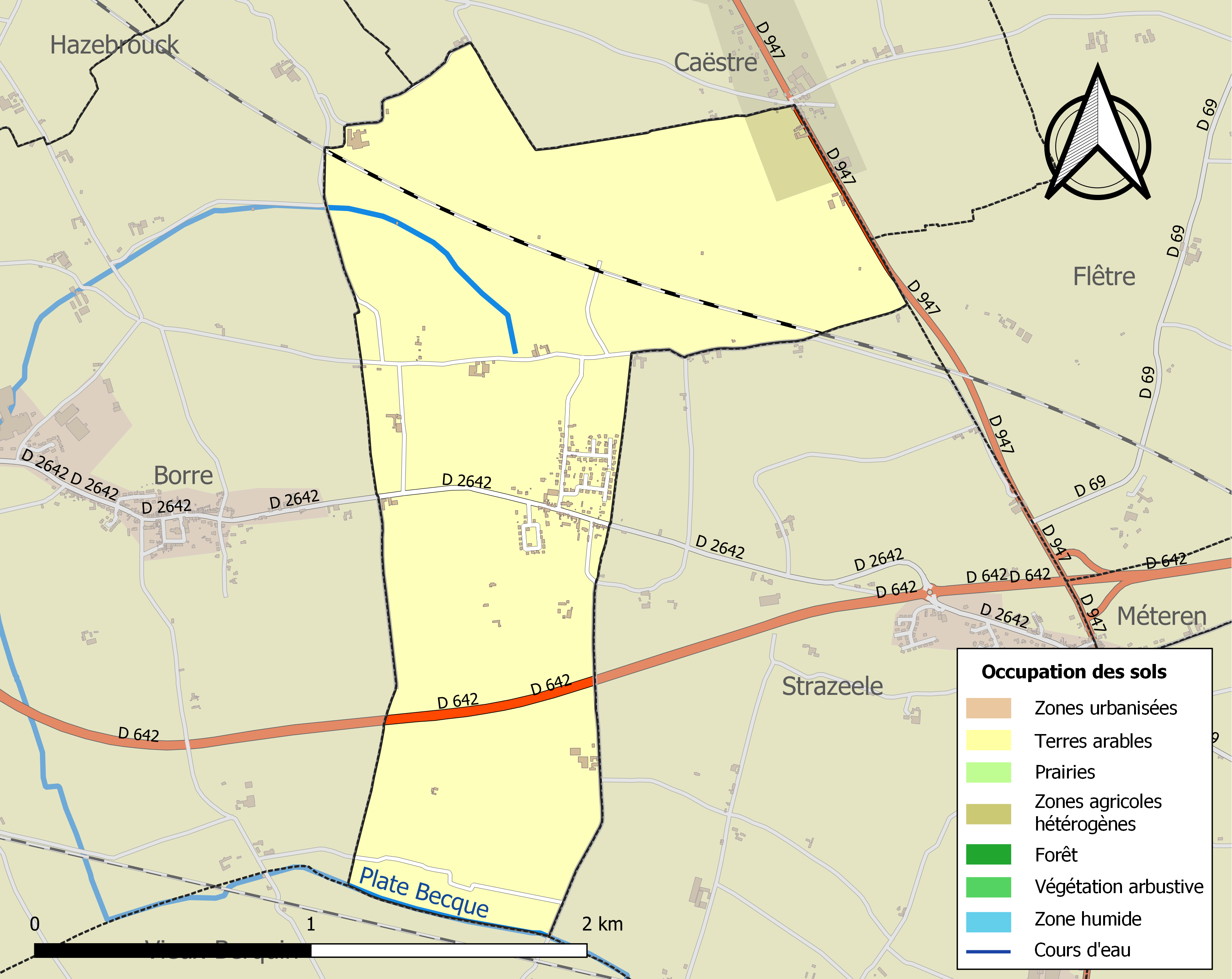
Bodennutzung, Hydrografie und Infrastruktur der Gemeinde (2018)

Pradelles liegt in Französisch-Flandern, etwa 38 Kilometer südsüdöstlich von Dünkirchen und etwa 35 Kilometer westnordwestlich von Lille. Die Gemeinde befindet sich in der Région naturelle Houtland am Südrand der Hügelkette Monts de Flandre. Sie wird von der Longue Becque, der Plate Becque und von der Acker Becque entwässert. 
Das Zentrum liegt auf einer Höhe von etwa 30 m. Das Gelände ist generell flach, fällt im Süden auf unter 30 m Höhen ab, steigt im Nordosten auf 30 m Höhe an. Nahezu die gesamte Fläche der Gemeinde wird landwirtschaftlich genutzt (Stand: 2018).
Nachbargemeinden von Pradelles sind Caëstre im Norden, Flêtre im Osten, Strazeele im Südosten, Vieux-Berquin im Süden und Borre im Westen.

## Etymologie
Der Name der Gemeinde leitet sich aus dem lateinischen prātellas, Plural von prāta, „Wiese, Weide“ ab. Eine Namensform war in der Folge „Pradeles“ (1208).

## Bevölkerungsentwicklung
| Jahr                       | 1962 | 1968 | 1975 | 1982 | 1990 | 1999 | 2006 | 2013 | 2020 |
| Einwohner                  | 157  | 144  | 158  | 160  | 184  | 184  | 337  | 376  | 415  |
| Quellen: Cassini und INSEE |      |      |      |      |      |      |      |      |      |

## Sehenswürdigkeiten

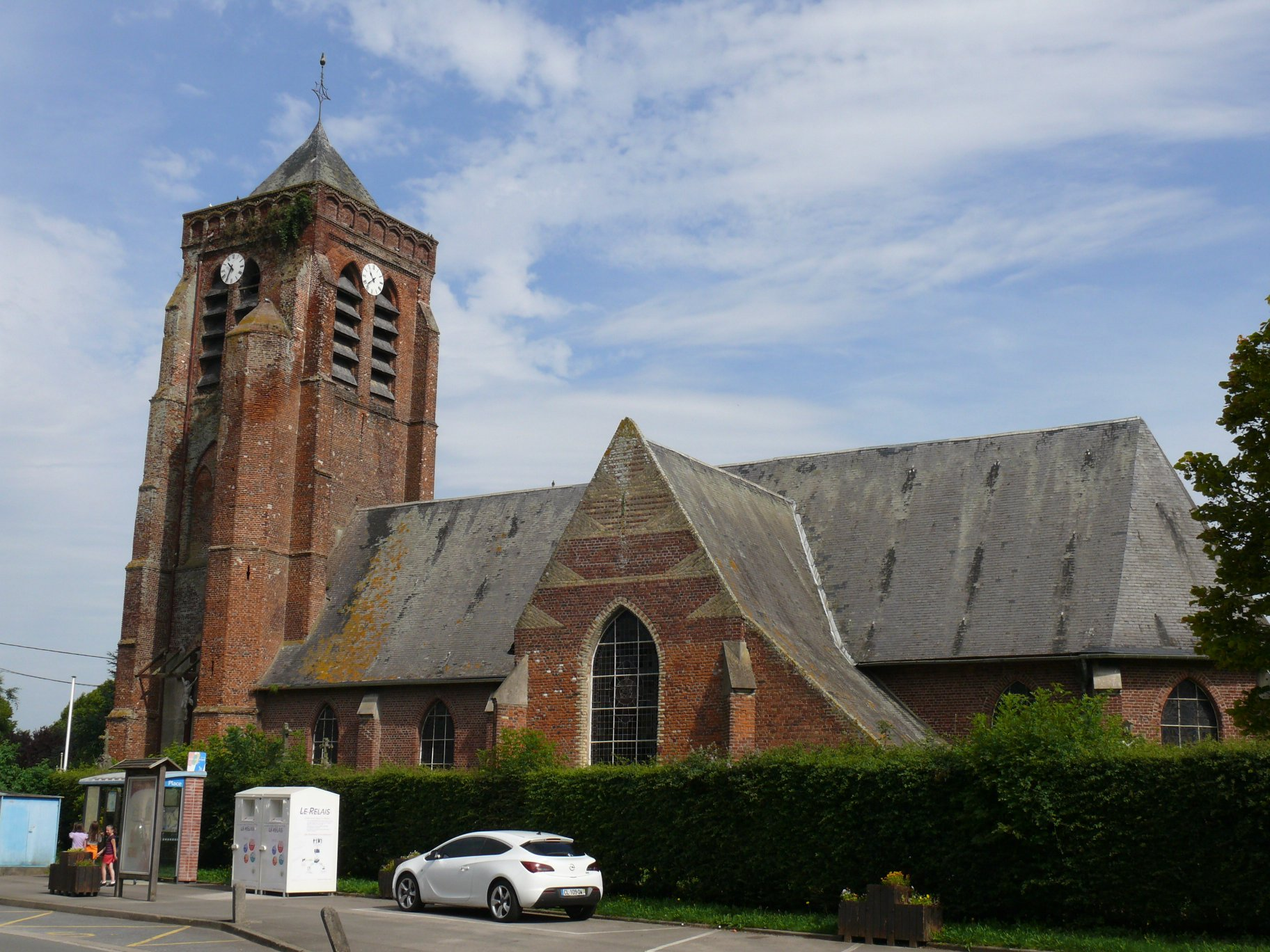
Kirche Saint-Pierre-Saint-Paul
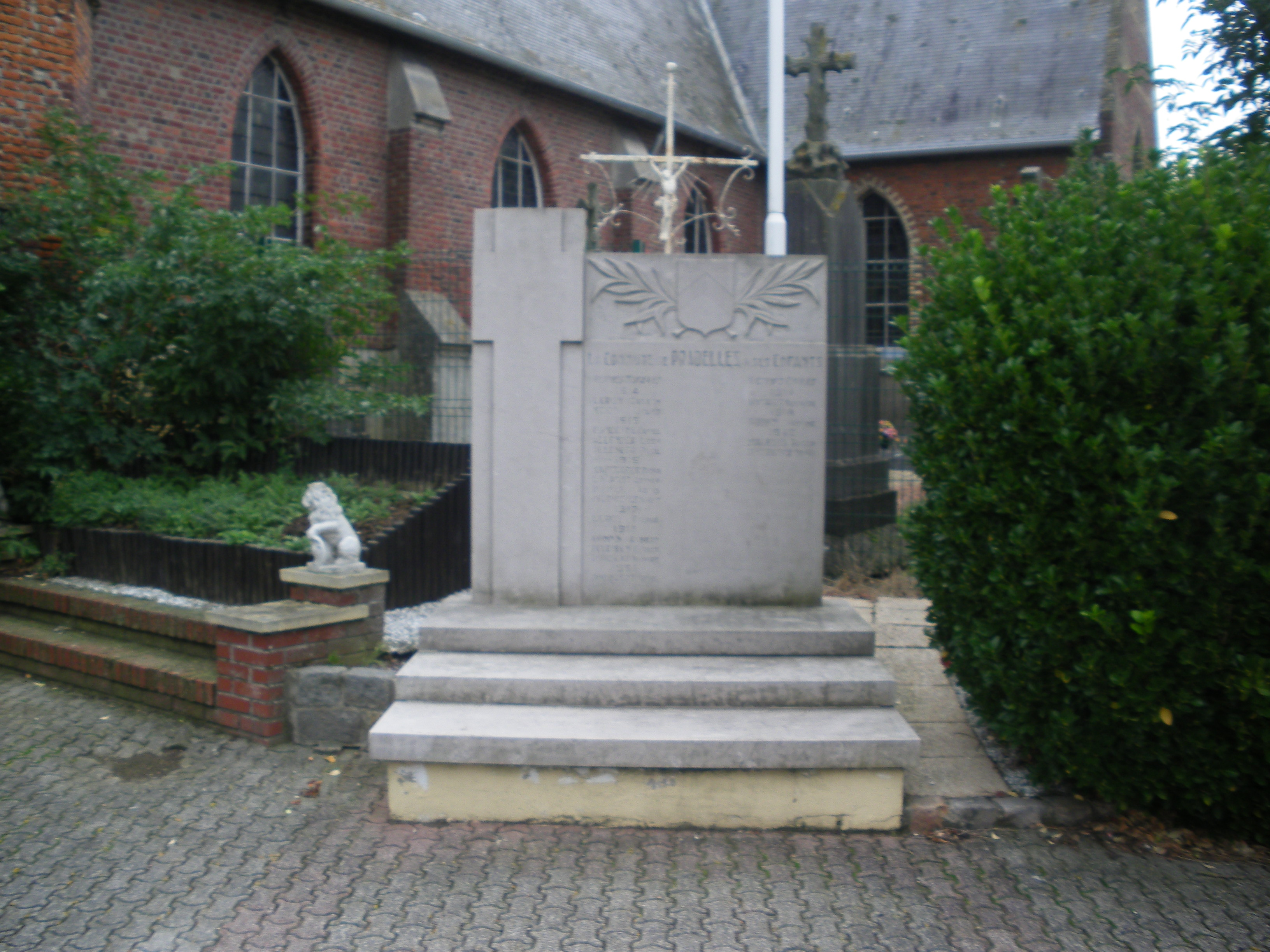
Gefallenendenkmal

- Kirche Saint-Pierre-Saint-Paul
- Gefallenendenkmal

## Verkehr
Die Departementsstraße D 642, die ehemalige Route nationale 42 von Boulogne-sur-Mer nach Lille, durchquert das südliche Gemeindegebiet von West nach Ost. Pradelles hat jedoch keine Anschlussstelle an der hier autobahnähnlich ausgebauten Straße. Die Departementsstraße D 947, die ehemalige Route nationale 347 von Lens nach Bray-Dunes, wird entlang der nordöstlichen Gemeindegrenze geführt. Die D 2642, die ehemalige Trasse der Route nationale 42, führt nach Borre im Westen und nach Strazeele im Osten. Lokale Landstraßen komplettieren die Verbindungen des Zentrums mit den Weilern der Gemeinde und anderen Nachbargemeinden.
Busse einer Linie der Transportgesellschaft Arc-en-Ciel des Départements Nord verbinden Pradelles mit Hazebrouck im Westen und mit Bailleul im Osten.
Die Eisenbahn-Schnellfahrstrecke LGV Nord von Paris zum Eurotunnel durchquert das nördliche Gemeindegebiet von Ost nach West ohne Haltepunkt.